# David Rubinger
David Rubinger (Viena, 29 de juny de 1924 - Jerusalem, 1 de març de 2017) va ser un fotògraf i reporter gràfic israelià. La seva famosa foto de tres paracaigudistes en el moment de la recuperació per part d'Israel del Mur de les Lamentacions a la Guerra dels Sis Dies s'ha convertit en una imatge icònica.

## Biografia
Rubinger, fill únic, va néixer a Viena, Àustria, el 1924. Quan estava a l'escola secundària, l'Alemanya nazi es va annexionar Àustria en l'Anschluss i amb l'ajuda de l'organització Youth Aliyah, va escapar a la Palestina del Mandat Britànic a través d'Itàlia i es va instal·lar en un Quibuts de la vall del Jordà. El seu pare ja havia fugit a Anglaterra, però la seva mare va morir en l'Holocaust. En la Segona Guerra Mundial va servir a la Brigada Jueva de l'exèrcit britànic a Àfrica del Nord i Europa. Mentre estava de permís a París, una núvia francesa li regalar una càmera, i va descobrir que gaudia de la fotografia. La seva primera foto professional va ser d'uns joves jueus que pugen a un tanc britànic per celebrar el Pla de Partició de les Nacions Unides per a Palestina, que significava la creació de l'estat d'Israel.
Després de la guerra va visitar al seu pare, a Anglaterra, i va descobrir que tenia altres familiars a Alemanya. Allí va conèixer a la seva cosina Anni i la seva mare, que havia sobreviscut a l'Holocaust. Es va oferir a casar-se amb ella per tal d'assegurar la seva emigració a Palestina, però el matrimoni de conveniència va acabar durant més de 50 anys, fins a la seva mort.

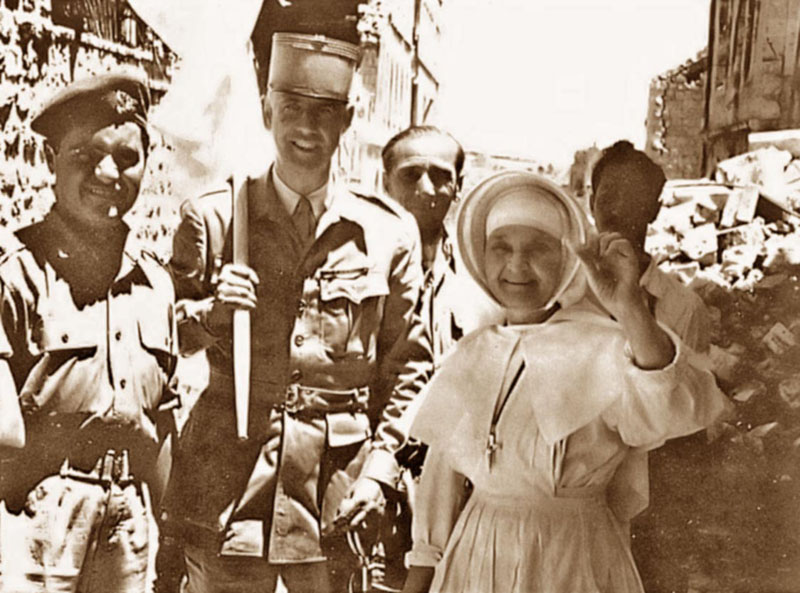
Primera foto publicada internacionalment, per a la revista Time Life.

Al seu retorn a Israel, Rubinger va obrir un negoci de fotografia a Jerusalem, però es va dedicar al fotoperiodisme quan Uri Avnery li va oferir un lloc a la revista HaOlam HaZeh el 1951, on va treballar durant dos anys. Després es va unir a l'equip de Yediot Aharonot, seguit per The Jerusalem Post. La seva oportunitat va arribar el 1954, quan se li va demanar que fotografiés un reportatge de Time Life. Va acabar treballant per a ells durant més de 50 anys. La seva primera foto publicada internacionalment era d'una monja que sostenia la pròtesis dental d'un pacient, al qual li havia caigut des d'una finestra de l'hospital catòlic, a sobre mateix de la Línia Verda i en territori jordà. A la monja i els soldats que l'acompanyaven només se'ls hi va permetre travessar la frontera després de moltes negociacions.

## Carrera
Com a fotògraf principal de Time Life per a la regió, Rubinger va cobrir totes les guerres d'Israel i se li va donar un accés sense precedents als líders governamentals: ell era l'únic fotògraf permès a la cafeteria de la Knesset. Amb el tipus d'accés i l'exposició que permet als subjectes que fan cas omís de la presència del fotògraf, Rubinger va ser capaç de fer fotos memorables de Golda Meïr alimentar la seva neta o silenciosos moments entre Yitzhak Rabin i Leah, per exemple.

## Paracaigudistes al Mur Occidental
La fotografia més famosa de Rubinger és la dels paracaigudistes israelians al Mur Occidental o Mur de les Lamentacions de Jerusalem, poc després de la seva recuperació per les forces israelianes a la Guerra dels Sis Dies. Feta des d'un angle baix, les cares de (d'esquerra a dreta) Sion Karasenti, Yitzhak Yifat, i Haim Oshri s'emmarquen contra la paret.
Abans de fer la fotografia, Rubinger havia estat al-Arix, a la península del Sinaí, quan va sentir el rumor que alguna cosa gran anava a succeir a Jerusalem. Va pujar a bord d'un helicòpter que transportava soldats ferits fins a Beerxeba, tot i que no sabia el seu destí, en aquell moment. Va aconseguir un cotxe per arribar a la Ciutat Vella i es va dirigir ràpidament al Mur. L'espai entre la paret i els edificis del davant era molt estret, de manera que es va estirar per aconseguir una presa de la paret i dels paracaigudistes passant per davant, i va prendre diverses fotos d'ells.
Vint minuts més tard, el cap de les FDI rabí Shlomo Goren va arribar a l'escena amb un Xofar i un rotlle de la Torà, i va ser hissat sobre les espatlles dels soldats. Va ser una escena amb una gran càrrega emocional, segons explicava el mateix Rubinger. La posterior distribució generalitzada de la foto la va fer famosa a tot el món.